# 万松院
万松院（ばんしょういん）は、長崎県対馬市厳原町にある、天台宗の寺院。

## 歴史

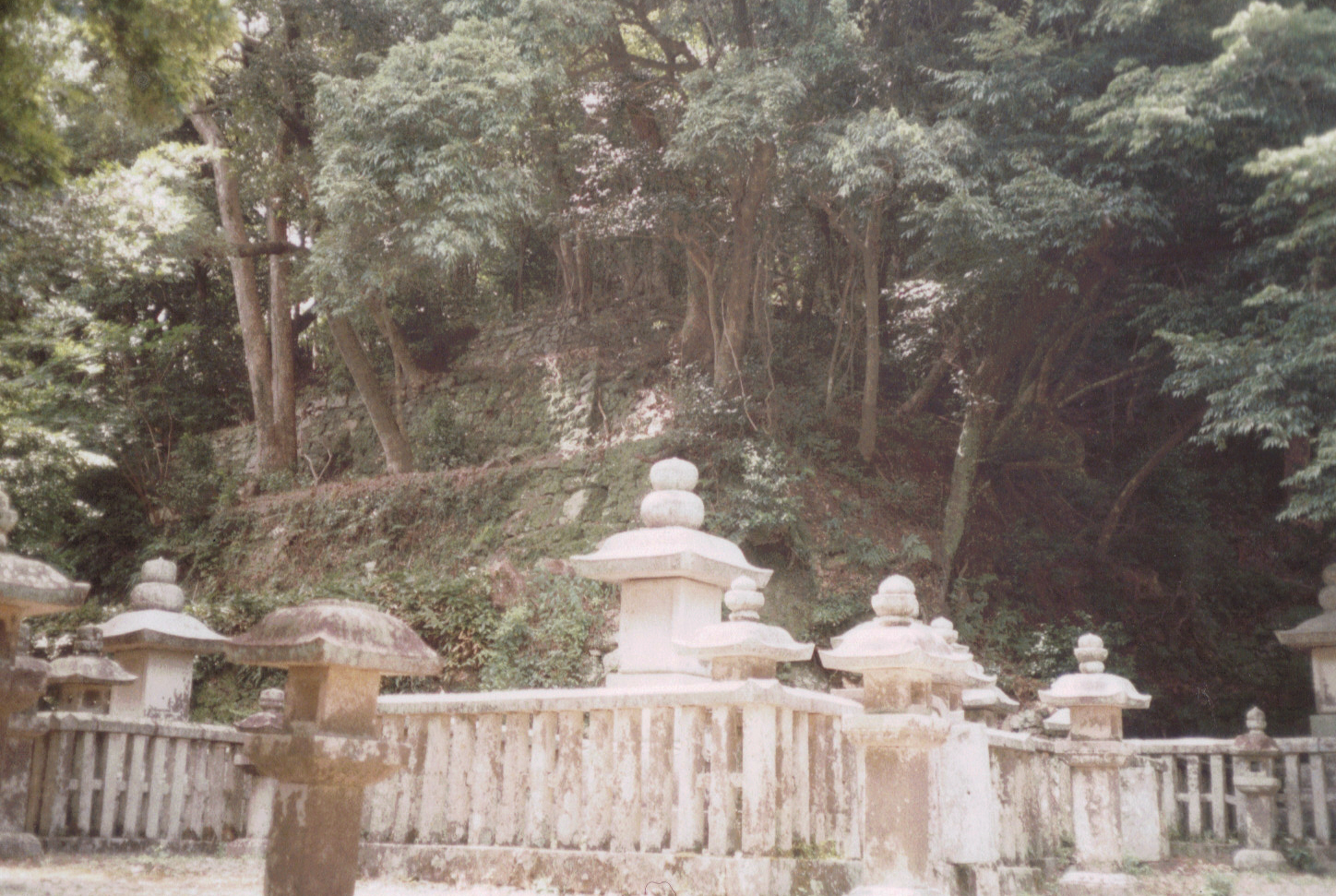
万松院墓地

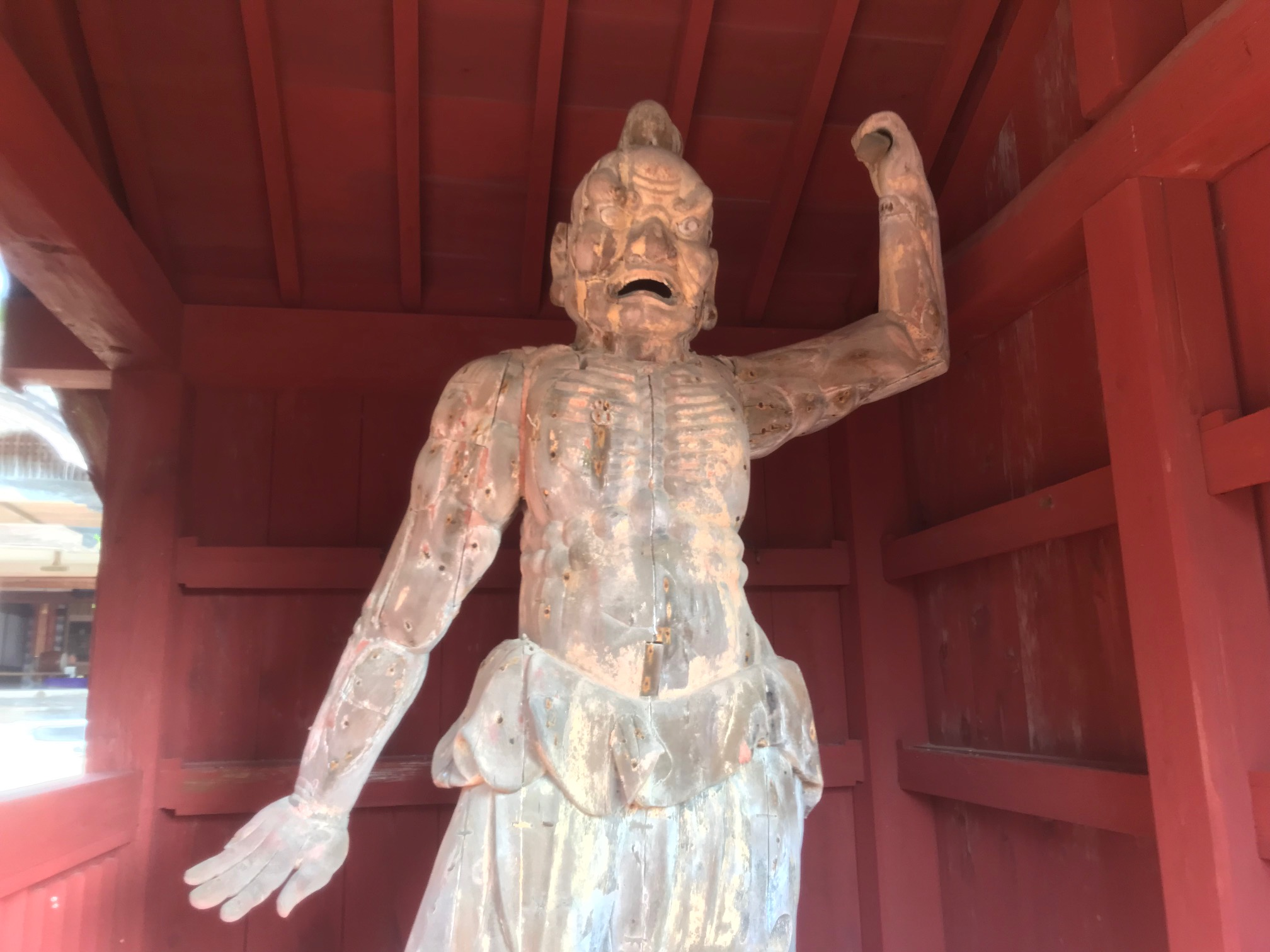
金剛力士像阿形

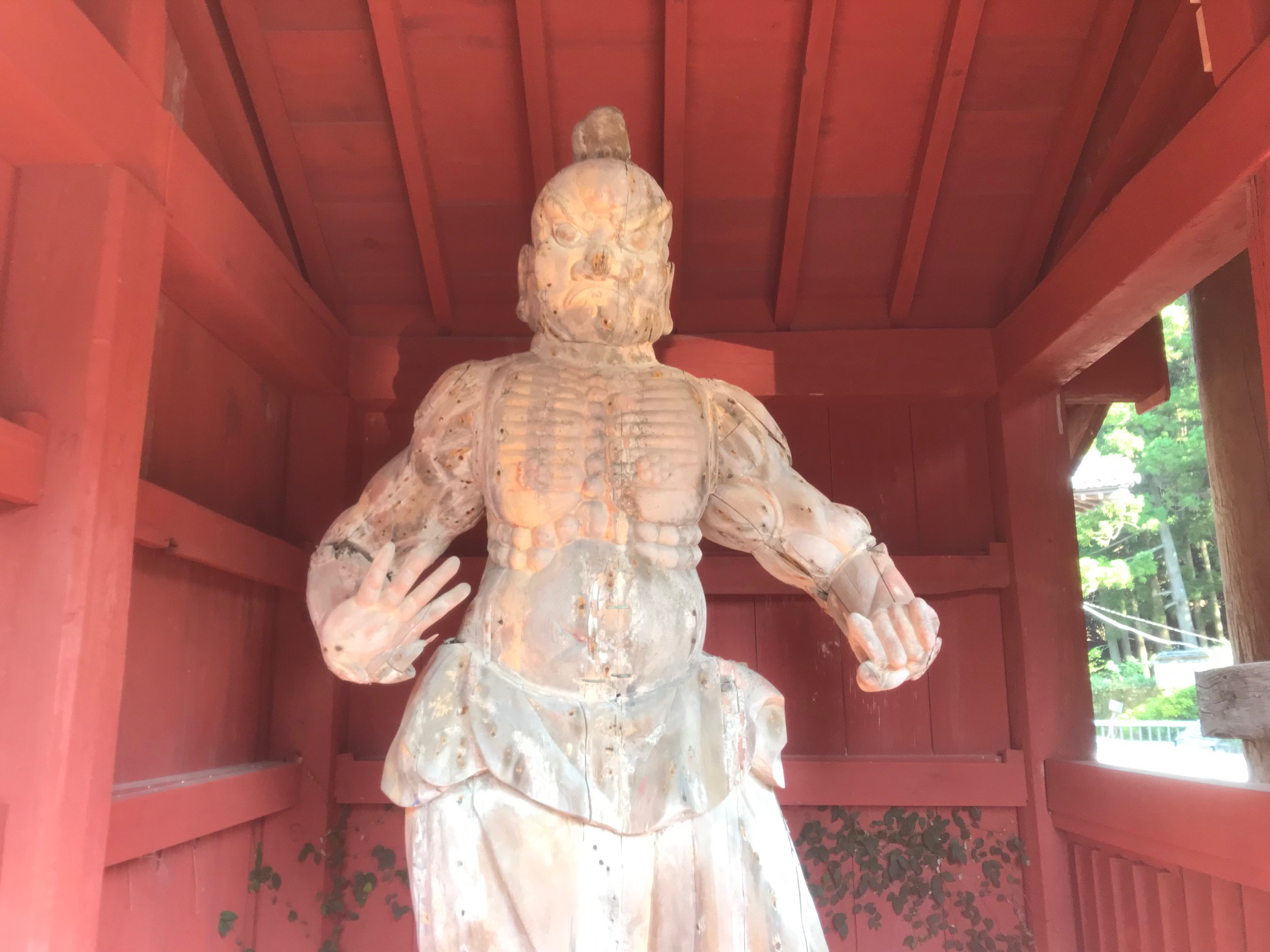
金剛力士像吽形

1615年（元和元年）、対馬府中藩第2代藩主の宗義成が、初代藩主である宗義智の追善供養のため、宗氏の居館である金石屋形（金石城）の西側に建立した。創建当初は臨済宗寺院で松音寺と号したが、1622年（元和8年）、宗義智の法号に因んで万松院と改めた。1635年（寛永12年）、慈性大僧正の勧めにより、臨済宗から天台宗に改宗する。正保4年（1647年）、山麓を切り拓いて現在の寺地に移った。
1691年（元禄4年）と1726年（享保11年）に火災に遭い、当初の建物は山門を残すのみである。
対馬府中藩宗氏の菩提寺であり、歴代藩主の墓所は、国の史跡に指定。境内の大スギは樹齢1200年といわれ、長崎県指定天然記念物となっている。

## 文化財

### 史跡（国指定）
- 対馬藩主宗家墓所

### 長崎県指定天然記念物
- 万松院の大スギ

### 対馬市指定有形文化財
- 万松院の三具足
- 万松院の金銅観音菩薩半跏像
- 万松院の絹本著色宗義智公肖像画
- 万松院の絹本著色徳川家康公肖像画
- 万松院の絹本著色宗義成公肖像画
- 万松院の宗義眞公肖像画

## 交通アクセス
- 厳原港から徒歩15分。